# 林洁
林潔（1963年4月—），女，漢族，廣東英德人，在職研究生學歷，上海交通大學工商管理專業畢業，工商管理碩士。1980年7月參加工作，1988年5月加入中國共產黨。

## 生平
師範學校畢業後擔任小學教師，後轉往教育局、共青團任職，曾任共青團深圳市委書記。2001年2月，出任深圳市鹽田區委副書記。2003年3月，任深圳市人民政府台灣事務辦公室主任。2010年6月，升任深圳市政協副主席。2014年，改任深圳市委常委、統戰部部長。2020年9月，當選深圳市政協主席。